# نادي الزمالك موسم 2010–11
فريق الزمالك لكرة القدم لموسم 2010-2011 هو الاسم الشائع المُطلق على فريق الزمالك الأول لكرة القدم، الممثل الرئيسي لنادي الزمالك في رياضة كرة القدم، والمشارك في الدوري المصري الممتاز موسم 2010-2011 وكأس مصر ودوري أبطال أفريقيا.